# Estación Conceição
Conceição es una estación de la Línea 1-Azul del Metro de São Paulo. Fue una de las siete primeras estaciones inauguradas en la primera Línea de Metro de la ciudad, el 14 de septiembre de 1974. La misma recibe este nombre debido a la antigua Estrada da Conceição que pasaba por el sitio donde se encuentra la actual estación. Está situada en la Av. Eng. Armando de Arruda Pereira, 919.

## Historia

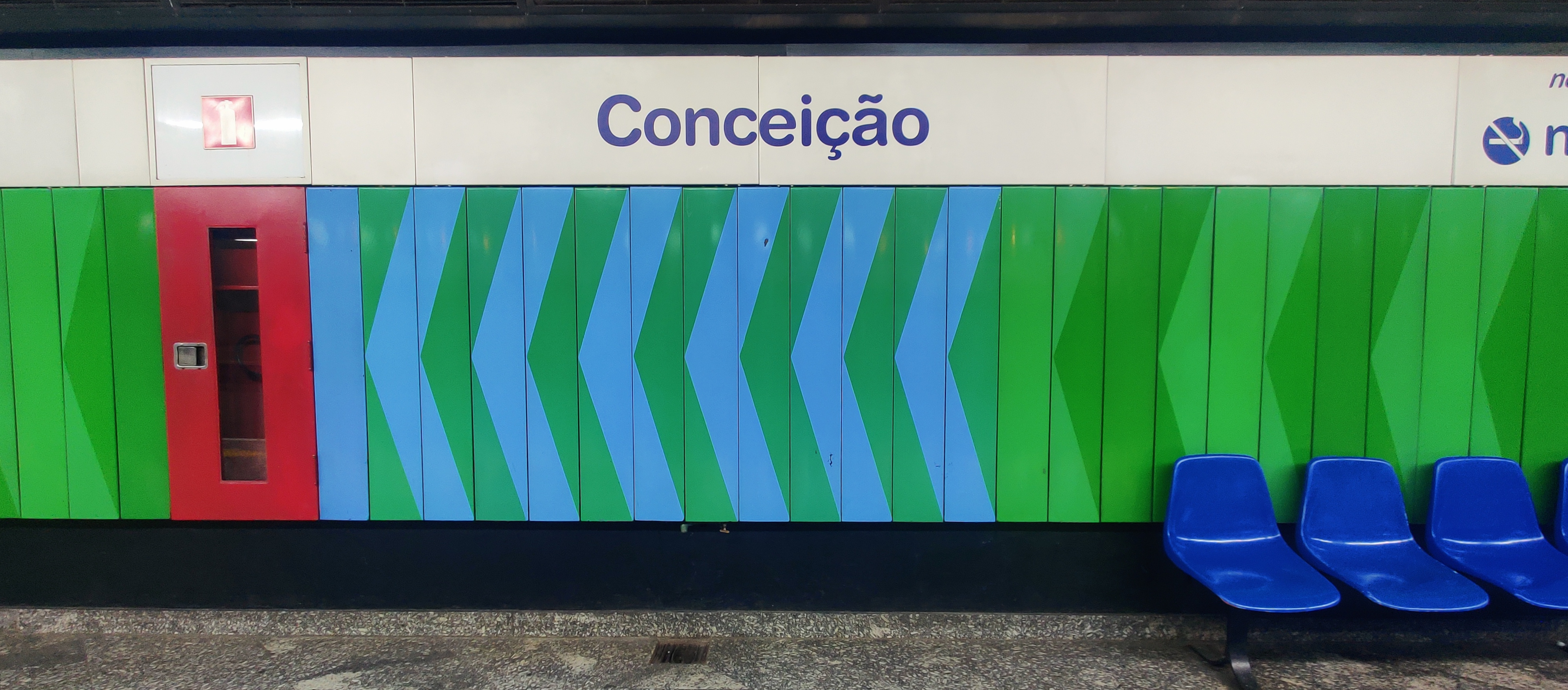
Estación Conceição

Situada en el barrio de Vila Guarani, en el distrito de Jabaquara, la estación fue responsable de un rápido crecimiento urbano y valorización inmobiliaria en sus cercanías. En menos de diez años después de su inauguración, las residencias en sus inmediaciones tuvieron una valorización de más de 12.000%. En los últimos 15 años, dos grandes empresas se instalaron en los dos accesos de la estación que son separados por la Avenida Engenheiro Armando de Arruda Pereira. El 1985, banco Itaú inauguró su sede, conocida como Centro Empresarial Itaú Conceição. Siete años después, en la otra salida de la estación fue inaugurado el Centro Empresarial de Acero que es la mayor estructura metálica de América Latina, y posee oficinas de diversas empresas renombradas en el sector.

## Características

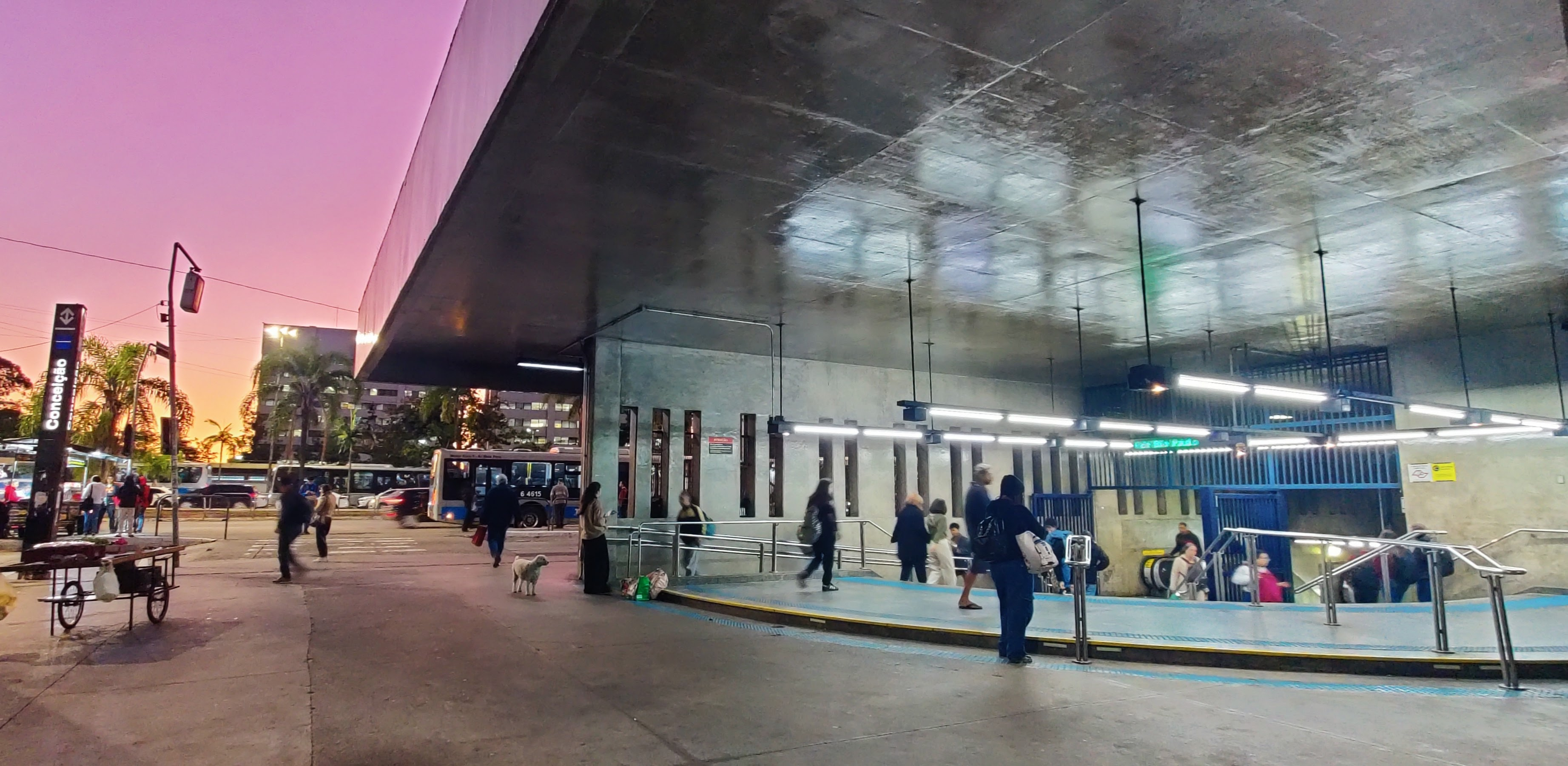
La entrada principal de la estación se encuentra en el lado este de la Avenida Engenheiro Armando de Arruda Pereira.

La estación Conceição esta subterránea y se encuentra entre las estaciones Jabaquara (al sur) y São Judas (al norte).
Posee 6.840 m² y capacidad para soportar hasta 20.000 pasajeros en hora pico. En el año 2006, en una media de 31.000 pasajeros entraron en la estación en días hábiles. Posee un entrepiso de distribución y plataformas laterales con estructura en concreto aparente.
La estación posee accesos en los dos lados donde corta la Avenida Engenheiro Armando de Arruda Pereira. Uno de ellos en el lado en que la avenida se cruza con la Calle Guatapará y con la Avenida del Café, o sea el lado en que está el Centro Empresarial de Acero, y otras dos salidas en el lado en que es cortada por la Avenida General Valdomiro de Lima, o en el lado donde se encuentra la sede del banco Itaú.
En la estación existen también dos paneles trípticos realizados por el artista David de Almeida, llamados As Vias do Céu y As Vias da Água. Inaugurados en 1994, los panles son hechos de bloques de vidrio de Moleanos, ácido y pintura de automóvil, con las dimensiones de 5,60 metros de largo por 12,30 metros de alto.

## Demanda
Según datos de 2008, Conceição posee una demanda media de 34 mil pasajeros por día. La estación tiene conexión con una terminal de ómnibus y con el centro empresarial Itaú.

## Líneas de SPTrans
Líneas de la SPTrans que salen de la Estación Conceição del Metro:
| Línea   | Destino                     |
| ------- | --------------------------- |
| 5126/10 | Terminal Princesa Isabel    |
| 5701/10 | Estação Berrini             |
| 574J/10 | Terminal Vila Carrão        |
| 5752/10 | Vila Missionária            |
| 5757/10 | Jardim Miriam               |
| 5757/32 | Jardim Miriam               |
| 5759/10 | Parque Primavera            |
| 5759/31 | Parque Primavera            |
| 575C/10 | Vila Matias                 |
| 6004/10 | Berrini                     |
| 607G/10 | Shopping Morumbi (Circular) |
| 675P/10 | Shopping SP Market          |
| 857C/10 | Terminal Campo Limpo        |

## Alrededores
Además de los dos Centros Empresariales citados más arriba, la estación Conceição posee dos pequeñas terminales de ómnibus, una en cada lado de la avenida que la divide. Uno de sus accesos está junto al Parque da Conceição, que es una pequeña área verde donde se encuentran la Escuela Municipal de Iniciación Artística y la Colección de Films del Cine Brasileño. En un radio de cerca de 500 metros, se encuentran también tres escuelas públicas, una unidad de SENAC (UNIDAD JABAQUARA), 2 iglesias y un distrito policial.

## Tabla
| Sigla | Estación  | Inauguración             | Capacidad                  | Integración              | Plataformas | Posición    | Comentarios                                  |
| ----- | --------- | ------------------------ | -------------------------- | ------------------------ | ----------- | ----------- | -------------------------------------------- |
| CON   | Conceição | 14 de septiembre de 1974 | 20 mil pasajeros hora/pico | Bilhete Único de SPTrans | Laterales   | Subterránea | Estación con estructura de concreto aparente |